# Kenning River
Kenning River är ett vattendrag i Kanada.   Det ligger i provinsen Ontario, i den sydöstra delen av landet, 500 km nordväst om huvudstaden Ottawa.
I omgivningarna runt Kenning River växer i huvudsak blandskog. Trakten runt Kenning River är nära nog obefolkad, med mindre än två invånare per kvadratkilometer.